# Торнтон, Джейн
Джейн Торнтон (англ. Jane Thornton; род. 9 июля 1978, Фредериктон), в девичестве Рамбалл (англ. Rumball) — канадская гребчиха, выступавшая за сборную Канады по академической гребле в 2001—2011 годах. Чемпионка мира, победительница и призёрка регат национального значения, участница летних Олимпийских игр в Пекине. Также известна по работе в медицине, профессор Университета Западного Онтарио.

## Биография
Джейн Рамбалл родилась 9 июля 1978 года в городе Фредериктон провинции Нью-Брансуик, Канада.
Входила в состав канадской национальной сборной по академической гребле с 2001 года.
В 2002 году на чемпионате Содружества в Ноттингеме одержала победу в одиночках и в парных четвёрках. Представляла Канаду на всемирном университетском чемпионате по гребле в Ноттингеме, где стала серебряной призёркой в одиночках и победила в двойках.
В 2003 году в парных двойках выступила на чемпионате мира в Милане, сумела квалифицироваться здесь лишь в утешительный финал C и расположилась в итоговом протоколе соревнований на 13-й строке.
На чемпионате мира 2004 года в Баньолесе была девятой в распашных безрульных двойках.
Наиболее успешным в её карьере оказался сезон 2006 года, когда вместе с напарницей Дарси Марквардт она сначала выиграла этап Кубка мира в Мюнхене, а затем превзошла всех соперниц на чемпионате мира в Итоне.
В 2007 году на чемпионате мира в Мюнхене заняла в распашных безрульных двойках седьмое место.
В 2008 году в восьмёрках выиграла бронзовую и серебряную медали на этапах Кубка мира в Люцерне и Познани соответственно. Благодаря череде удачных выступлений удостоилась права защищать честь страны на летних Олимпийских играх в Пекине — вместе с соотечественницами финишировала в финале восьмёрок четвёртой.
После пекинской Олимпиады Торнтон осталась действующей спортсменкой на ещё один олимпийский цикл и продолжила принимать участие в крупнейших международных регатах. Так, в 2009 году она отметилась выступлением на чемпионате мира в Познани, где в восьмёрках финишировала шестой.
В 2010 году в парных четвёрках была восьмой на чемпионате мира в Карапиро.
В 2011 году стартовала на Кубке мира в Люцерне, в безрульных распашных двойках заняла итоговое 12-е место.
Выпускница Университета Западного Онтарио, получила здесь степени бакалавра, магистра наук и затем доктора философии в области кинезиологии и спортивной медицины. Позднее также окончила медицинскую школу Торонтского университета.
Занималась преподавательской и научной деятельностью в Университете Западного Онтарио, автор исследований на тему профилактики травм и физической активности для поддержания здоровья.